# Halahada
Halahada (kinesiska: 哈拉哈达, 哈拉哈达乡) är en socken i Kina. Den ligger i den autonoma regionen Inre Mongoliet, i den norra delen av landet, omkring 700 kilometer nordost om regionhuvudstaden Hohhot.
Genomsnittlig årsnederbörd är 523 millimeter. Den regnigaste månaden är juni, med i genomsnitt 152 mm nederbörd, och den torraste är december, med 3 mm nederbörd.